# Clemens Große Frie
Clemens Große Frie (* 27. April 1952) ist ein deutscher Agrarwissenschaftler und Manager.

## Leben
In der Zeit von 1974 bis 1981 studierte Clemens Große Frie Agrarwissenschaften an der Rheinischen Friedrich-Wilhelms-Universität Bonn; anschließend wurde er promoviert. 1981 wurde er Geschäftsführer des VDL – Berufsverband Agrar, Ernährung, Umwelt, von wo er 1985 zur BASF Aktiengesellschaft, Ludwigshafen am Rhein wechselte. Dort betreute er die Aufgabenbereiche Leitung Arbeitsgebiet Kommunikation Landwirtschaft, Leitung Gutsbetrieb Rehhütte der BASF, Prokurist Vertrieb Agro Osteuropa, Afrika, Westasien, Managing director BASF Business Center Johannesburg, Südafrika, BASF-Geschäft in Afrika. Im Jahr 2003 übernahm er den Vorstandsvorsitz der Raiffeisen Hauptgenossenschaft Nord AG, Hannover. Von 2004 bis 2016 war er Vorstandsvorsitzender der AGRAVIS Raiffeisen AG mit den Ressortzuweisungen AGRAVIS Ost, Agrarzentren, Personal, Controlling und Unternehmenskommunikation.

## Ehrungen
- 2007: Theodor-Brinkmann-Preis[3]
- 2015: Wirtschaftspreis der Stadt Münster[4]